# Iglesia de San Juan del Otero (Quintanilla de Onsoña)
La iglesia de San Juan del Otero aparece en el diccionario geográfico de Pascual Madoz, de mediados del siglo XIX; este nos informa de la existencia de las trazas de la iglesia de San Juan en los artículos dedicados a Villaproviano y Quintanilla de Onsoña.
El artículo dedicado a Villaproviano denomina la iglesia con el nombre de San Juan del Otero. El otero es, sin margen para la duda, el pico de San Juan, situado al Oeste del término de Valdefrailes.
Cabe pensar que los frailes a los que se refiere este pago son los hermanos de la Orden de San Juan y que, por tanto, el término quintanillense tendría un enclave sanjuanista.
En la Loma de Saldaña, los frailes sanjuanistas tuvieron, y esto es algo documentado, intereses en el caserío de Honteruela, entre Vega de Doña Olimpa y Villamelendro, en el Becerro de las Behetrías de Castilla (1351-1366).
Otros enclaves santiaguistas en la provincia de Palencia son Población de Campos (desde el siglo XII), junto a Frómista, y Castil de Vela (en el siglo XIV).